# Les Années (ouvrage d'Annie Ernaux)
Pour les articles homonymes, voir Les Années.
Les Années est un récit autobiographique d’Annie Ernaux publié en 2008 aux éditions Gallimard.
Le livre a obtenu le prix Marguerite-Duras, le prix François-Mauriac de la région Aquitaine, le prix de la langue française et le prix Strega européen. 
Ce roman fait partie des "25 chefs-d’œuvre de la littérature mondiale qui vont marquer le XXIème siècle" d'après l'hebdomadaire Télérama.

## Présentation
Présenté par l'autrice comme « une autobiographie impersonnelle », le récit, qui témoigne de son sentiment d'urgence de fixer par écrit le temps qui passe est précédé de l'incipit « Toutes les images disparaitront ». Il oscille entre des descriptions de photos la représentant, prises entre 1941 et 2006, et une peinture de l'époque à laquelle ces photos ont été prises à travers les souvenirs qui se sont gravés dans son esprit, choisis pour leur pertinence sociologique. Le roman brasse 60 ans d'histoire commune en reprenant les grands et petits événements de cette période, les modes de vies et sujets de conversation, et leurs répercussions sur elle-même et son cercle familial. Le récit de l'existence unique de l'autrice met à distance celle qu'elle fut par le refus d'employer le « je » et le choix de recourir à l'usage de la troisième personne. Son histoire personnelle devient ainsi une histoire collective,. À travers ces évocations, le livre développe une vision politique extrêmement critique sur ces six dernières décennies. Écrit sous forme de journal, il refuse une approche rétrospective de sa propre histoire et de celle du monde qui l'entoure, ainsi que la tentation de toute explication ou approche psychologique. Annie Ernaux renouvelle ainsi le genre de l'autobiographie, qu'elle qualifie elle-même d'autobiographie sociologique.

## Accueil de la critique
Le livre est très bien accueilli par la critique. Le Monde le décrit ainsi comme une « magistrale plongée dans le temps et la mémoire d’une femme sur plus de 60 ans » et comme « le point incandescent d’une œuvre et d’une démarche exigeantes », le faisant même figurer parmi les « 100 romans qui ont le plus enthousiasmé Le Monde depuis 1944 ». Le Figaro, souvent critique avec l'autrice, décrit Les Années comme « son plus beau livre ». Télérama, de son côté, parle d'un « aboutissement stupéfiant » pour évoquer l'ouvrage, également décrit comme un « grand et beau livre, éblouissant de maîtrise ».

## Éditions et traductions
- Les Années, éditions Gallimard, 2008
- Les Années, Le Grand livre du mois, 2008
- Les Années, À vue d'œil, édition en gros caractères, 2008
- Les Années, coll. « Folio », éditions Gallimard, 2009
- Les Années, livre audio, coll. « Ecoutez lire », éditions Gallimard, 2015
- (it) Gli anni, trad. Lorenzo Flabbi, L'orma editore, 2015
- (de) Die Jahre, trad. Sonja Finck (de), Suhrkamp Verlag, Francfort, 2017
- (en) The Years, trad. Alison L. Strayer, Seven Stories Press, 2017
- (tr) Seneler, trad. Siren İdemen, Can Yayınları, 2021.
- (ro) Anii, trad. Mădălina Ghiu, Editura Pandora M, 2023